# Вікторія Пун
Вікторія Пун (англ. Victoria Poon, 12 жовтня 1984) — канадська плавчиня.
Учасниця Олімпійських Ігор 2008, 2012 років.
Призерка Чемпіонату світу з водних видів спорту 2015 року.
Призерка Пантихоокеанського чемпіонату з плавання 2006 року.
Призерка Ігор Співдружності 2006, 2014 років.